# 中環（天星碼頭）巴士總站
中環（天星碼頭）巴士總站（英語：Central (Star Ferry) Bus Terminus）是香港的一個巴士總站，位於中環碼頭巴士總站對面。

## 總站路線資料

### 城巴3A線
- 中環（天星碼頭） ↔ 摩星嶺

提供中環渡輪碼頭、上環、西營盤往來摩星嶺道的巴士服務，該路線歷史悠久，於1920年代初期已經開辦。

### 城巴15C線
- 中環（香港摩天輪） ↔ 花園道

本路線提供中環天星碼頭往來花園道纜車總站的山頂纜車接駁巴士服務，於1997年6月26日起投入服務，初時往來中環（天星碼頭）及花園道纜車站，袛於晚間提供服務，以接駁山頂纜車，同時輔助城巴日間提供服務的接駁山頂纜車免費開蓬穿梭巴士服務，初時以單層空調巴士行走。1998年9月1日中巴專營權結束，改由新巴接辦，接辦初期服務仍沒有變更，直至2000年1月1日，城巴宣佈停辦往來花園道纜車站的免費開蓬穿梭巴士服務，本線便提升至每天早上至凌晨行走。

### 城巴X9線
- 中環（天星碼頭） ↔ 石澳

### 城巴X15線
- 山頂 ↔ 中環（天星碼頭）

### 城巴629線
- 中環（天星碼頭） → 水上樂園

提供中環渡輪碼頭、金鐘前往海洋公園的巴士服務。只在每日早上開5班車單向前往海洋公園，不提供回程服務。

### 過海隧道巴士H1線
- 中環（天星碼頭） ↔ 尖沙咀（漢口道）

本路線為觀光旅遊巴士路線，提供由中環天星碼頭為起點，穿梭中環、上環、西營盤、灣仔、尖沙咀及銅鑼灣各旅遊古蹟景點的觀光巴士服務，於2009年10月18日起投入服務，為新巴「人力車觀光巴士」路線，路線本線的主題定為「懷舊之旅」路線。

### 過海隧道巴士H1S線
- 未有資料，請加入至Module:香港巴士/crh。

### 過海隧道巴士H2線
- 中環（天星碼頭） ↔ 尖沙咀（漢口道）

### 香港島專線小巴22S線
- 薄扶林花園 ↔ 中環碼頭

### 香港島專線小巴22X線
- 薄扶林花園 ⇄ 中環碼頭

### 香港島專線小巴54線
- 中環碼頭 ↔ 瑪麗醫院

## 途經路線資料

### 城巴2號線
- 嘉亨灣 ↔ 中環（港澳碼頭）

### 城巴12線
- 中環3號碼頭 ↺ 羅便臣道／柏道

### 城巴15線
- 中環（5號碼頭） ↔ 山頂

### 城巴722線
- 耀東邨 ↺ 中環碼頭
- 耀東邨 ↺ 中環3號碼頭 (特別班次)

### 香港島專線小巴8X線
- 下碧瑤灣 ↔ 中環（交易廣場）

## 外部連結
- 中環（天星碼頭）巴士總站（页面存档备份，存于），城巴／新巴